# Круті фараони
«Круті лягаві» (англ. Hot Fuzz) — британська чорна комедія режисера Едгара Райта. Стрічка є пародією на популярний жанр пригодницького бойовика та є другим фільмом в «Cornetto» трилогії. В головних ролях — Саймон Пегг та Нік Фрост.

## Сюжет
Констебль Ніколас Ейнджел — зразковий поліцейський Лондона. На відміну від колег, він відповідально ставиться до своєї професії та вимагає максимального дотримання законів. Керівництво Ніколаса розчароване, що він так добре працює, адже це кидає тінь на інших поліцейських. Аби помститись, головний інспектор підвищує Ейнджела до звання сержанта в селищі Сендфорд в Глостерширі. Ніколас прощається зі своєю колишньою нареченою Джанін, яка пішла від нього через його надмірну любов до роботи, та рушає в дорогу.
Сендфорд є зразковим селищем, яке щорічно виграє звання найкращого у Великобританії. Заселившись в готель, Ніколас вирішив прогулятись в місцевий паб. Знайомлячись з місцевими жителями, сержант помічає групу підлітків в пабі, які вживають алкогольні напої. Він виганяє підлітків з пабу через надотримання правил вживання алкоголю в юному віці. Власники пабу невдоволені, адже в пабі нікого не залишилось. Рушаючи додому, сержанта ледь не збиває п'яний місцевий на машині. Частину підлітків, як і п'яного місцевого, Ніколас відправляє у відділок.
Зранку Ейнджел прибуває у відділок, але місцевий чоловік зникає з камери. Як виявилось, цим місцевим виявився працівник Сендфордської поліції Денні Баттерман. Ніколас знайомиться з своїм шефом Френком, батьком Денні, та колегами, які скептично ставляться до новоприбулого. Ніколас має працювати разом з Денні, який впродовж дня задає йому чимало безглуздих питань про роботу сержанта в Лондоні. Напарники кардинальна протилежність одне одному: Ніколас — професіонал, в той час як Денні — звичайний простак, який обожнює бойовики про супер поліцейських та намагається їх копіювати. Ввечері Ейнджела запрошують на зустріч з поважними жителями Сендфорда, які є засновниками Союзу вартових околиць. 
Робочі дні Ейнджела перетворюються на рутину: колеги над ним жартують, активна робота відсутня і він все більше насторожується від навколишньої атмосфери. В один з днів Ейнджел намагається наздогнати хлопця, що грабував супермаркет, проте спіймавши хлопця, Денні впізнає в юнакові свого родича. На подив сержанта, власник супермаркета Саймон Скіннер відмовляється відкривати кримінальну справу проти юнака. 
Ще через якийсь час Ніколас та Денні зупиняють місцевого юриста Блоуера та його коханку, працівницю місцевого самоврядування місс Драпер, за перевищення швидкості. Той дарує їм квитки на аматорську виставу як вибачення за інцидент. Вистава «Ромео і Джульєтта», де головні ролі зіграли Блоуер та Драпер, виявляється жахливою пародією, що шокує всіх глядачів. Вночі, святкуючи прем'єру, невідомий в чорному костюмі вбиває Блоуера та Драпер. 
Зранку Ейнджел прибуває на місце ДТП — Блоуер та Драпер знайдені обезголовленими на трасі. Ніколас не вірить, що це була випадкова смерть, адже місце аварії не має ознак ДТП. Інспектор Баттерман не дає хід справі та відправляє Ніколаса та Денні на інше завдання. Під час нього герої випадково знаходять у місцевого діда арсенал зі зброєю та морську міну в сараї. Після невдалої детонації міни Ніколас конфіскує всю зброю.  
Час минає, Ніколас та Денні починають дружити, відвідуючи разом паб, а Денні показує другові колекцію дисків з фільмами. В один з днів в пабі напивається місцевий бізнесмен Джордж Мерчант, якого герої відносять додому. Нетверезого Ніколаса насторожує поведінка власника супермаркету Скіннера, який шепоче на вухо сержанту, що завтра Мерчант помре. Коли Мерчант вже вдома, його вбиває людина в чорному балахоні та інсценує вибух у його маєтку. Тим не менше, ніхто не планує розглядати смерть Мерчанта як вбивство. 
На місцевому фестивалі сержанта знаходить місцевий журналіст Мессенджер аби поділитись важливою інформацією про Мерчанта і вони домовляються про зустріч. Поки Ніколаса запрошують на сцену для оголошення результатів конкурсів, постать в чорному балахоні кидає частину фасаду з даху на голову Мессенджеру та вбиває його. Інспектор Баттерман одразу наголошує, що це нещасний випадок, хоча Ейнджел бачить в цьому серію навмисних вбивств. Ніколас починає власне розслідування щодо всіх жертв. Він ділиться своїми знахідками з Денні: всі жертви знали одне одного та співпрацювали між собою. Виявляється, що в Денні день народження і Ніколас їде до місцевого магазину рослин аби подарувати другові рослину в горщику. Розмовляючи з продавчинею місс Стіллер, він дізнається, що та покидає Сендфорд через високу ціну тамтешніх земельних ділянок, які в неї хотіли викупити Мерчант та Блоуер. Драпер розказала їм про швидкісну дорогу, яку планють збудувати в селищі, про що дізнався журналіст Мессенджер. Для Ейнджела склався пазл кривавих подій, проте відволікшись, він не помітив як персона в чорному балахоні вбиває місс Стіллер. Побачивши вбивцю, Ніколас намагається наздогнати вбивцю та ранить його в ногу, проте той втікає. 
Колеги переконують Ніколаса, що всі смерті є лише нещасними випадками. Інспектор Баттерман пояснює, що в селищі не було вбивств вже 20 років. Ейнджел приходить заарештувати Скіннера, проте той не має жодних поранень на ногах та показує відео з камер спостереження, що доводять його алібі. Під час рутинного службового дня Ніколас та Денні заходять в крамницю, де сержанта приголомшує питання працівниці: "Чи не знайдено ще вбивць місс Стіллер?". Ніколас розповідає інспектору, що вбивць кілька, проте той дає йому вихідний і обіцяє допомогти.   
В готелі на Ніколаса нападає один з працівників Скіннера, проте сержант долає його. Коли Скіннер питає по рації, чи з сержантом покінчено, Ніколас імітує голос нападника. Денні прибігає другу на допомогу, але Ніколас просить того викликати підмогу і вирушає в замок, де відбуваються збори Союзу вартових околиць. Там він помічає всіх поважних жителів селища в чорних балахонах, які обговорюють смерть Ейнджела. Ніколас хоче всіх заарештувати, проте його зупиняє інспектор Френк Баттерман. Френк та Союз пояснюють сержанту, що всі жертви намагались спаскудити селище, яке бореться за звання найкращого в Великобританії. Втікаючи від вбивць, Ніколас знаходить тіла минулих жертв Союзу, серед яких підлітки з пабу. Денні вбиває Ніколаса, проте насправді це була імітація аби врятувати друга. Денні вмовляє Ніколаса повернутись до Лондона. 
Ніколас в дорозі бачить схожі відеодиски з супер поліцейськими, які бачив у Денні вдома і вирішує помститись Союзу та повертається в Сендфорд. Він набирає зброю з раніше конфіскованого арсеналу та, озброєний до зубів, з пафосом починає бій з Союзом на головній площі селища. До нього приєднується Денні та разом вони долають частину вбивць. Інспектор з поліцейськими хочуть заарештувати героїв, проте Ніколас переконує колег, що у вбивствах винний Союз та інспектор Френк Баттерман. Ніколас та поліцейські продовжують бій з рештою Союзу, заарештовуючи їх. Скіннер, при невдалій спробі атакувати Ніколаса, сильно ранить себе. Френк Баттерман намагається вбити сина, проте безуспішно. 
Полісмени святкують перемогу над Союзом, коли один з вбивць нападає на Ейнджела у відділку. Під час сутички випадково активується морська міна і відділок вибухає, але всі залишаються живі. В селищі знову спокійно, Ніколаса намагаються повернути в Лондон колишні керівники, але він обирає залишитись у Сендфорді. Ніколас та Денні продовжують свою службу в селищі. 

## В ролях
- Саймон Пегг — сержант Ніколас Ейнджел
- Нік Фрост — констебль Денні Баттерман
- Джим Бродбент — інспектор Френк Баттерман
- Падді Консідін — детектив-сержант Енді Вейнрайт
- Рейф Сполл — детектив-констебль Енді Картрайт
- Кевін Елдон — сержант Тоні Фішер
- Карл Джонсон — констебль Боб Уолкер
- Олівія Колман — констебль Доріс Татчер
- Тімоті Далтон — менеджер Саймон Скіннер
- Едвард Вудворд — Том Вівер
- Біллі Вайтлав — Джойс Купер
- Девід Бредлі — Артур Веблі
- Кеннет Кренем — Джеймс Ріпер
- Рорі Макканн — Майкл Армстронг
- Стівен Мерчант — Пітер Ієн Стейкер
- Кейт Бланшетт — Джанін (в титрах не зазначена)
- Мартін Фріман — сержант поліції
- Білл Наї — головний інспектор Кеннет
- Стів Куґан — інспектор (в титрах не зазначений)
- Едгар Райт — штабелер (в титрах не зазначений)
- Пітер Джексон — крадій у костюмі Санта-Клауса (в титрах не зазначений)

## Касові збори
В домашньому прокаті, стрічка заробила 7 мільйонів фунтів (приблизно 70 млн гривень станом на 2007 рік) лише за перші вихідні. В США стрічка зібрала 5 мільйонів 800 тисяч доларів під час перших днів прем'єри фільму. По всьому світу, касові збори стрічки принесли близько 81 мільйонів доларів прибутку.
Під час показу в Україні, що розпочався 10 травня 2007 року, протягом перших вихідних фільм зібрав $45,521 і посів 2 місце в кінопрокаті того тижня. Фільм опустився на шосту сходинку українського кінопрокату наступного тижня і зібрав за ті вихідні ще $8,439. Загалом фільм в кінопрокаті України пробув 4 тижні і зібрав $84,411, посівши 117 місце серед найбільш касових фільмів 2007 року.